# Težak problem svesti
U filozofiji uma, težak problem svesti je da se objasni zašto i kako ljudi i drugi organizmi imaju svojstvo svesti ili subjektivna iskustva. U suprotnosti je sa „lakim problemima“ objašnjavanja zašto i kako fizički sistemi daju (zdravom) ljudskom biću sposobnost da diskriminiše, integriše informacije i obavlja funkcije ponašanja kao što su gledanje, slušanje, govor (uključujući generisanje iskaza koji izgleda da se odnosi na lično ponašanje ili uverenje), i tako dalje. Laki problemi su podložni funkcionalnom objašnjenju — tj. objašnjenjima koja su mehanička ili bihejvioralna — s obzirom da se svaki fizički sistem može objasniti (barem u principu) isključivo pozivanjem na „strukturu i dinamiku“ koji su u osnovi ovog fenomena.
Zagovornici teškog problema tvrde da se on kategorički razlikuje od lakih problema, jer nikakvo mehaničko ili bihejvioralno objašnjenje ne može objasniti karakter iskustva, čak ni u principu. Čak i nakon što se sve relevantne funkcionalne činjenice razjasne, tvrde oni, i dalje ostaje pitanje: „zašto je obavljanje ovih funkcija praćeno iskustvom?“ Da bi potkrepili svoju tezu, zagovornici teškog problema se često koriste razne filozofske misaone eksperimente, koji uključuju filozofske zombije (koji su, kako tvrde, zamislivi) ili invertovanu svestnost, ili tvrdnju o neizrecivosti doživljaja boja, ili tvrdnju o nepoznavanju stranih stanja svesti, kao što je iskustvo slepog miša.
Termine „teški problem” i „laki problemi” skovao je filozof Dejvid Čalmers u govoru 1994. održanom na konferenciji Nauka o svesti održanoj u Tusonu, Arizona. Sledeće godine, glavne teme Čalmersovog govora objavljene su u časopisu The Journal of Consciousness Studies. Publikacija je privukla značajnu pažnju istraživača svesti i postala je predmet posebnog toma časopisa, koji je kasnije objavljen u vidu knjige. Godine 1996, Čalmers je objavio Svesni um, obimnu knjigu o teškom problemu, u kojoj je razradio svoje ključne argumente i odgovorio na kontraargumente. Njegovo korišćenje reči lako je „šaljiv“ termin. Kako kaže kognitivni psiholog Stiven Pinker, oni su laki kao odlazak na Mars ili izlečenje raka. „To jest, naučnici manje-više znaju šta da traže, i sa dovoljno mozga i finansiranja, verovatno bi to mogli da razjasne u ovom veku.“
Sporno je postojanje teškog problema. To su prihvatili neki filozofi uma kao što su Džozef Levin, Kolin Makgin, i Ned Blok i kognitivni neuronaučnici kao što su Francisko Varela, Đulio Tononi, i Kristof Koh. S druge strane, njegovo postojanje poriču drugi filozofi uma, kao što su Daniel Denet, Masimo Pigliuči, Tomas Mecinger, Patricia Čerčland, i Kit Frankiš, i kognitivni neuronaučnici kao što su kao Stanislas Dihin, Bernard Bars, Anil Set, i Antonio Damasio. Klinički neurolog i skeptik Stiven Novela je to odbacio kao „teški ne-problem”. Prema istraživanju PhilPapers-a iz 2020. godine, većina (62,42%) ispitanih filozofa rekla je da veruje da je težak problem pravi problem, dok je 29,72% reklo da ne postoji.

## Spoljašnje veze
- Weisberg, Josh. „The hard problem of consciousness”. Internet Encyclopedia of Philosophy.